# Conseil des arts et manufactures de la province de Québec

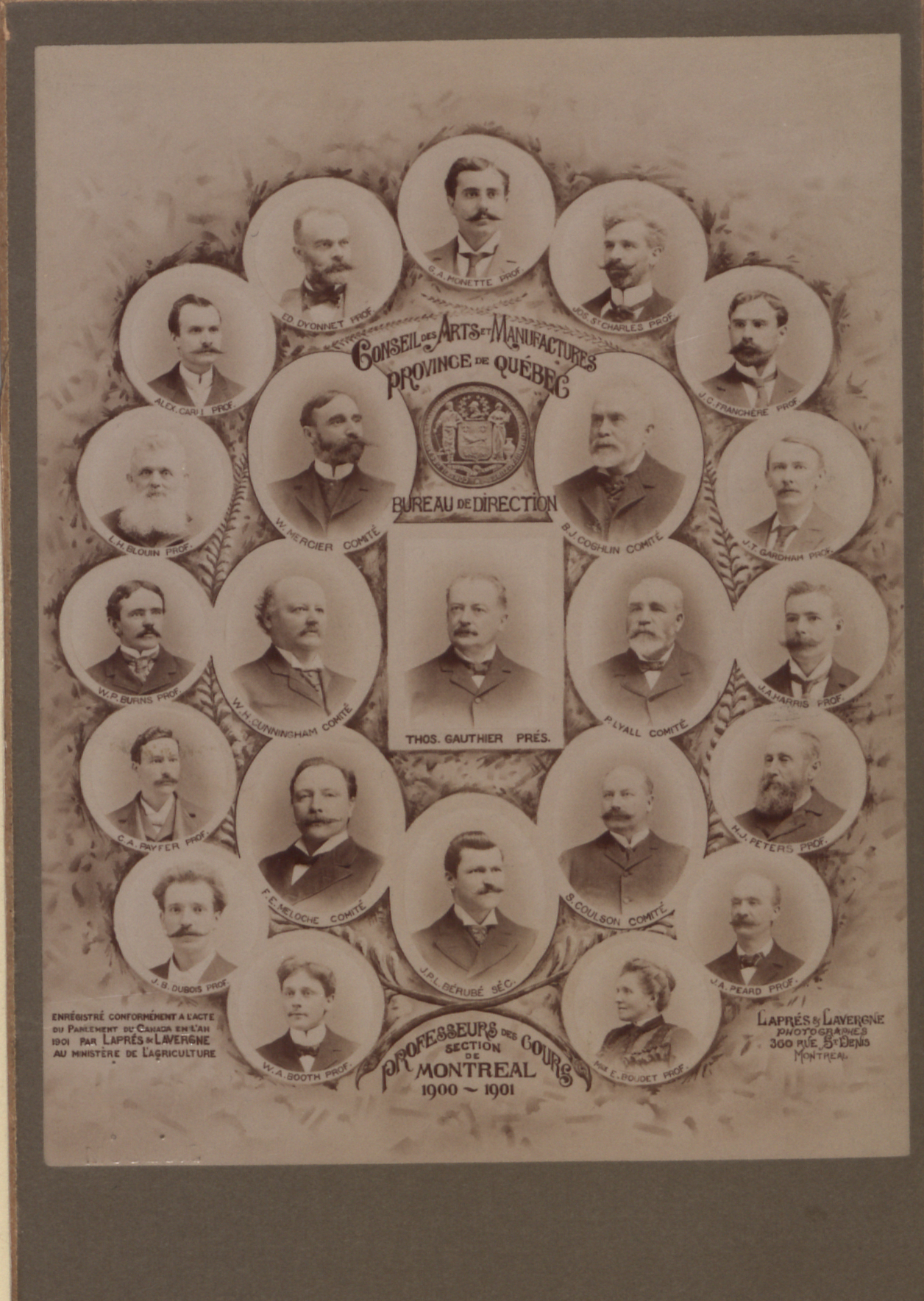
Le bureau de direction du Conseil des arts et manufactures de la province de Québec et professeurs, section Montréal, 1900-1901

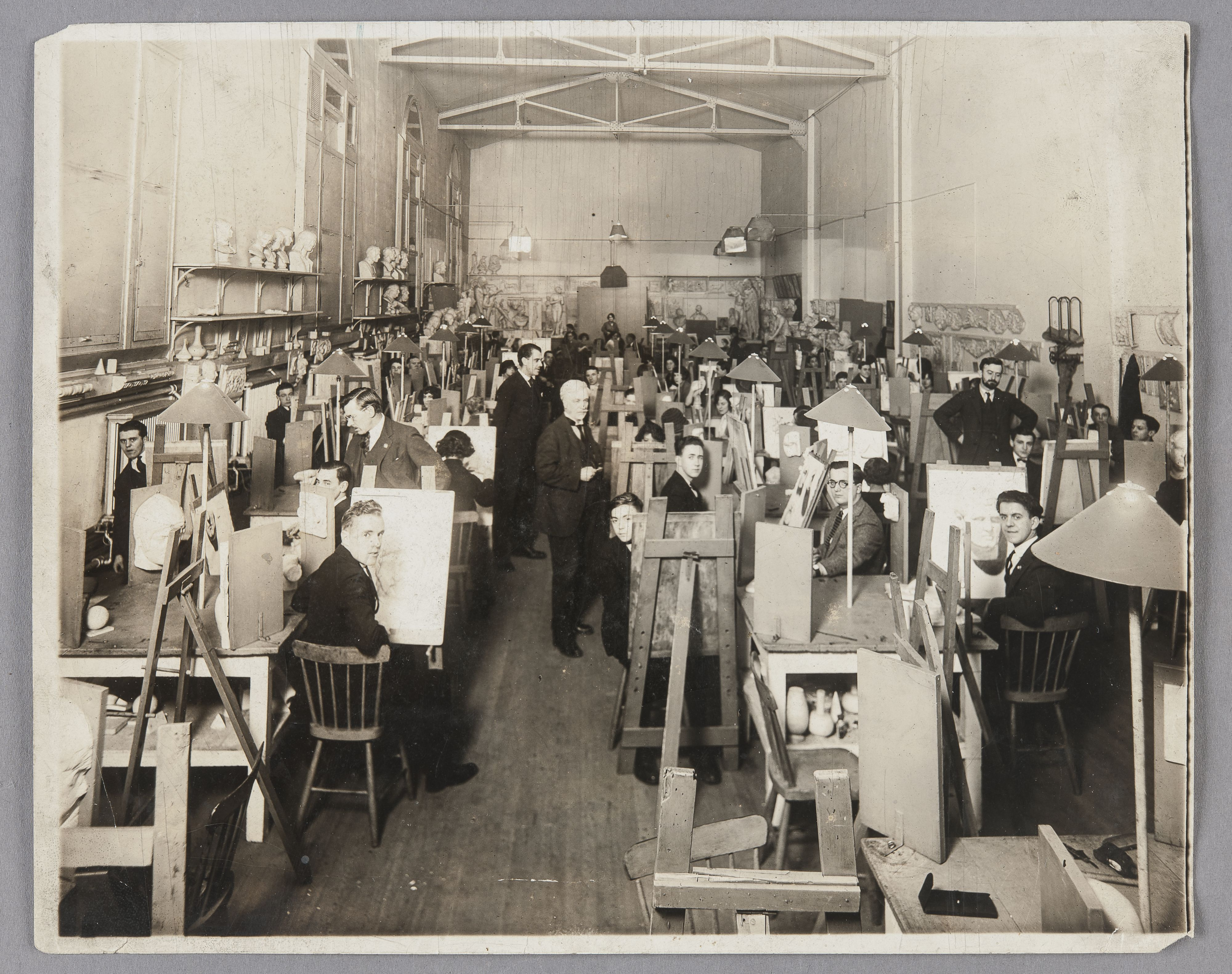
Photographe inconnu, Conseil des arts et manufactures de la province de Québec, cours de dessin à main levée, vers 1905

Le Conseil des arts et manufactures de la province de Québec est un organisme gouvernemental québécois créé en 1869 par l'adoption d'une loi instituant le Département de l'agriculture et des travaux publics, en remplacement du bureau du Conseil des arts et manufactures qui avait été créé en 1857 par la Loi pour l'encouragement de l'agriculture, des arts et de l'industrie. 
Actif de 1872 à 1928,, le Conseil a pour mandat d'organiser des cours spécialisés qui se donnent dans diverses écoles moyennant une subvention, pour faire pendant aux mechanics' institutes anglophones.  
Les cours destinés aux hommes portent sur le dessin à main levée, le dessin technique, le dessin d'architecture, le dessin mécanique, la plomberie, la cordonnerie, la construction de wagons, la charpenterie, la menuiserie, etc. Le dessin est une des disciplines particulièrement populaires : on dénombre en 1886 des cours de dessin dans douze villes de la province de Québec.
Les femmes, qui forment environ la moitié des élèves, suivent des cours de couture, de mode, de confection de chapeaux, de chant ou de solfège (surtout au XXe s.), de dessin ou de peinture.
La formation, qui ne donne lieu à aucun diplôme, vise à faire face à l'industrialisation croissante du Québec et à rendre l'économie québécoise plus compétitive. 
Pour la ville de Montréal, c'est au Monument-National que certains cours de dessin et de musique sont offerts dès 1893.

## Présidents
- Thomas Gauthier[4]
- L.-I. Boivin

## Professeurs et élèves
Professeurs
- J..H. Britton (Dessin mécanique)
- Alexandre Carli (Modelage)
- Jean-Bapiste Dubois (Musique)
- Edmond Dyonnet (Cours dessin à main levée à compter de 1915)
- Joseph-Charles Franchère (Dessin à main levée)
- Charles Gill (Dessin à main levée et peinture)
- Olindo Gratton (Modelage et sculpture)[5]
- Henri Hébert (Modelage)[6]
- J.A. Harris (Lithographie)
- Alfred Laliberté (Modelage)
- Edmond LeMoine (Dessin)
- Antoine Leroux (modelage)
- Charles Maillard
- François-Édouard Meloche[7],[8]
- George-Alphonse Monette (Dessin d'architecture et de construction)
- Alice Nolin (art)
- Jobson Paradis (1903-1913)
- John Charles Pinhey (art)
- Joseph Saint-Charles (Dessin à main levée)
- Elzéar Soucy (Modelage)
- François Van Luppen. 1876-1882, (Modelage)

Élèves
- Ernest Aubin[3]
- Octave Bélanger
- Emily Coonan (vers 1898)[9]
- Théodore Dubé
- Rodolphe Duguay
- Paul Caron
- Frederick Simpson Coburn

- Sylvia Daoust
- Georges-Henry Duquet
- Henri Fabien[10]
- Joseph-Charles Franchère
- Eugénie Gervais
- James Lillie Graham
- Adrien Hébert
- Louis-Phililppe Hébert
- Henri Julien
- Alfred Laliberté
- Jean-Baptiste Lagacé
- Agnès Lefort
- Marguerite Lemieux
- Jean-Onésime Legault[3]
- Jules Leprohon[5]
- Jean-Omer Marchand
- Edmond-Joseph Massicotte
- Jean-Paul Pépin
- Narcisse Poirier
- Joseph-Octave Proulx
- Judith Sainte-Marie
- Ethel Seath[11]
- Elzéar Soucy[5]